# Anastazew (województwo mazowieckie)
Anastazew – wieś w Polsce położona w województwie mazowieckim, w powiecie wyszkowskim, w gminie Zabrodzie. Ma status sołectwa.
W latach 1975–1998 miejscowość administracyjnie należała do województwa ostrołęckiego.
Okupację niemiecką Anastazewa przerwało 22 sierpnia 1944 roku zajęcie miejscowości przez wojska 1 Frontu Białoruskiego Armii Czerwonej.
Wierni Kościoła rzymskokatolickiego należą do parafii Najświętszej Maryi Panny Królowej Pokoju w Kicinach.